# Квітаурватн
Квітаурватн (ісл. Hvítárvatn) — озеро в Ісландії.
Озеро Квітаурватн знаходиться в заходній частині центральної Ісландії, на сході від льодовика Лаундьокудль, на висоті 419 метрів над рівнем моря. Площа озера становить 29,6 км². Найбільша глибина — 84 метри.
Назва озера походить від назви річки Квітау, що бере в ньому свій витік, і перекладається як «біла вода», що вказує на льодовикове походження Квітаурватна. Насправді, в озеро впадає річка Фулаквісль, що бере свій початок в льодовику Лаундьокудль. Іноді на озері можна побачити невеликі айсберги, що пливуть по його поверхні.